# Ille mi par esse deo videtur
Ille mi par esse deo videtur o Catulo 51 (Él me parece igual a un dios) es un poema del poeta romano del amor Cayo Valerio Catulo (h. 87 – h. 57 a. C.). El poema es una adaptación de φαίνεταί μοι o Safo 31, uno de los poemas líricos fragmentarios de Safo. Catulo reemplaza a la amada de Safo con su propia amada Lesbia. A diferencia de la mayoría de los poemas de Catulo, la métrica de este poema es métrica sáfica. Este metro es más musical, ya que Safo compuso principalmente su poesía.
Catulo no fue el único poeta que tradujo el poema de Safo y lo tomó para sí: también se sabe que Pierre de Ronsard y Salvatore Quasimodo hicieron su propia versión del mismo.

## El poema
El siguiente texto en latín de Catulo 51 está tomado de D.F.S. Thomson; la traducción es literal, no literaria.
| 1 5 10 15 | Ille mi par esse deo videtur, ille, si fas est, superare divos, qui sedens adversus identidem te spectat et audit dulce ridentem, misero quod omnes eripit sensus mihi: nam simul te, Lesbia, aspexi, nihil est super mi <vocis in ore;> lingua sed torpet, tenuis sub artus flamma demanat, sonitu suopte tintinant aures, gemina teguntur lumina nocte. otium, Catulle, tibi molestum est: otio exsultas nimiumque gestis: otium et reges prius et beatas perdidit urbes. | Él me parece igual a un dios, él, si se permite, parece superar a los dioses, quien sentado enfrente una y otra vez te mira y te escucha riendo dulcemente, lo que arranca todos los sentidos de mí miserable: porque al mismo tiempo que te miro a ti, Lesbia, nada queda para mí <de mi voz en mi boca;> Pero mi lengua se espesa, una llama delgada corre debajo de mis miembros, con su propio sonido mis oídos zumban, mis luces (ojos) son cubiertos por la noche gemela. La ociosidad es una cosa problemática para ti, Catulo: En la ociosidad te deleitas y disfrutas demasiado: La ociosidad ha destruido tanto a reyes como ciudades bendecidas antes. |

- Aquí Catulo se basa en una interpretación común del verso original perdido de Safo. Para una reconstrucción del primer verso griego original, véase Safo 31.[2]
- Falta la línea 8 del manuscrito original. Textos clásicos de Oxford (ed. RAB Mynors) no ofrece sustitución.

## Composición musical moderna
Como parte de su obra Catulli Carmina (1943), Carl Orff musicalizó este poema.